# Magazzino vita
Magazzino vita è un romanzo di Isabella Bossi Fedrigotti, pubblicato nel 1996 da Longanesi e vincitore nello stesso anno del Premio letterario Basilicata. 
Propone la descrizione di una antica magione roveretana, dove ogni oggetto o mobile gelosamente conservato nei decenni racconta la storia dei suoi abitanti, padroni oppure parenti ospiti, vecchi e giovani. Vengono passati in rassegna il vestibolo (anticamente con funzione di stazione di posta), la cucina, la lavanderia, il guardaroba, i salottini, le camere da letto al piano nobile e il giroscale.